# Earias albovenosana
Earias albovenosana är en fjärilsart som beskrevs av Charles Oberthür 1917. Earias albovenosana ingår i släktet Earias och familjen trågspinnare. Inga underarter finns listade i Catalogue of Life.